# 沖縄の収容所
沖縄の収容所（おきなわのしゅうようしょ）は、1945年の沖縄戦でアメリカ軍が上陸後、捕虜と民間人を収容するために設置した収容所。米軍は兵士と民間人を分け、前者は捕虜収容所に、後者は民間人収容所に収容した。

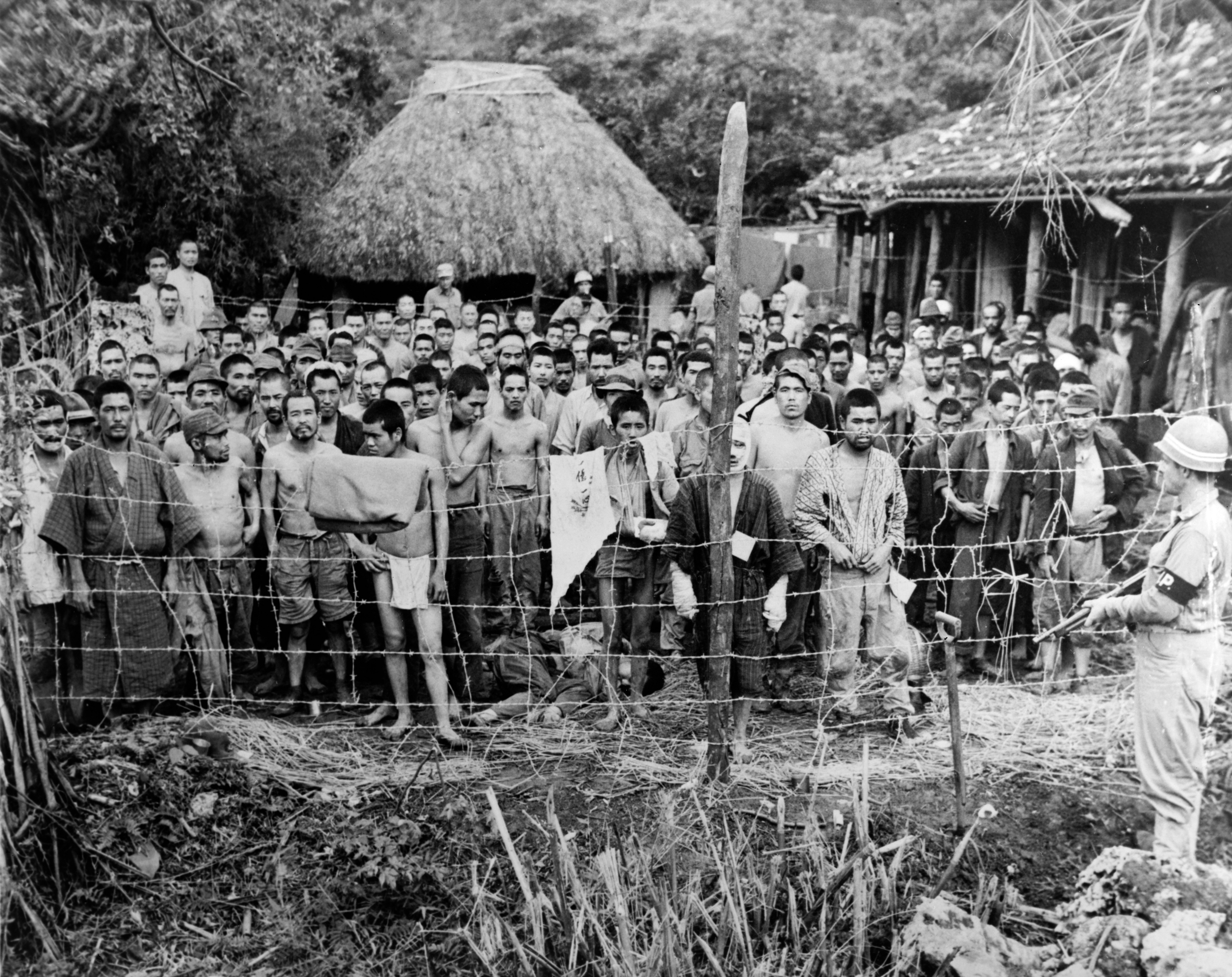
小禄捕虜収容所

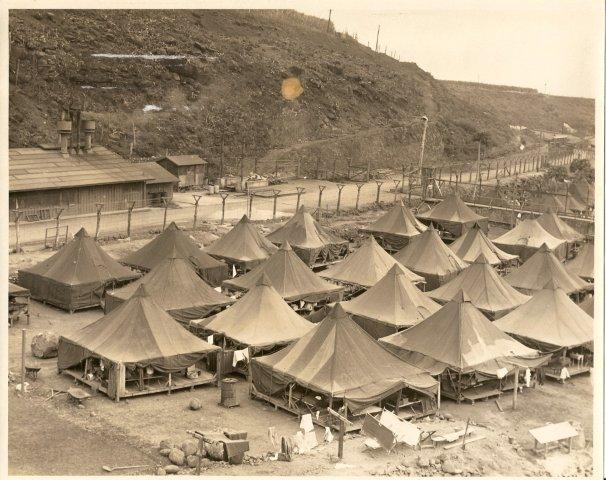
ハワイ州のホノウリウリ収容所には生き残った沖縄の学徒兵も多く移送された。

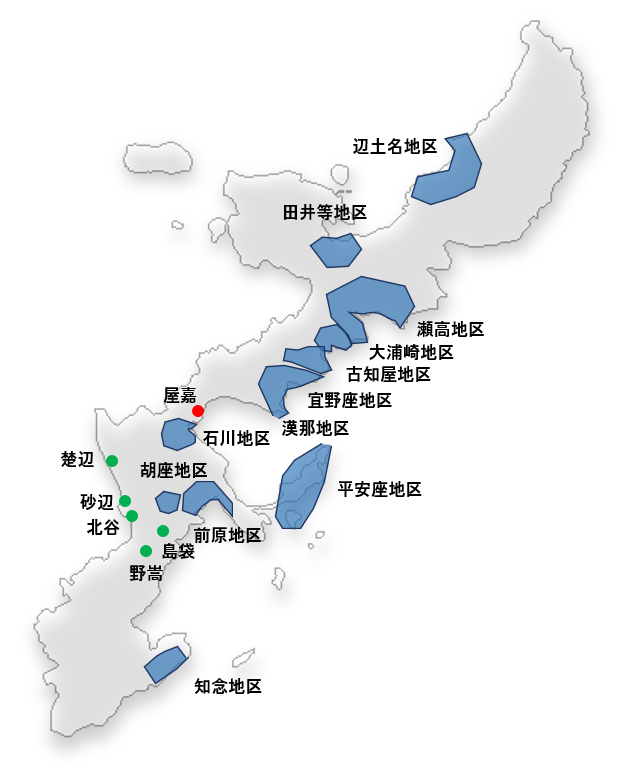
米軍が設営した沖縄の12の民間人収容区域

## 沖縄の捕虜収容所
沖縄戦で捕虜となった兵士や軍夫が収容されたおもな収容所。捕虜は尋問の後、日本人兵士、朝鮮人軍夫、沖縄人兵士、さらに将校と一般兵、それぞれに分けて収容された。米軍資料によると、1945年6月30日の時点で軍人7,401人、軍属3,339人、合わせて10,740人が捕虜となっていた。捕虜の数は後も増え続け、12月30日には16,346人となっている。
捕虜が増え続け沖縄島の収容所がひっ迫してくると、米軍はハワイの日系人収容所施設に捕虜を移送することに決定した。6月10日を第一陣として、沖縄の学徒兵を含む沖縄県出身兵3000人と朝鮮人軍夫がハワイ州のホノウリウリやサンド・アイランドの収容所に移送され、さらにそこからアメリカ本土の収容施設に移送されたケースもあった。
| 沖縄戦に関連する捕虜収容所 | 沖縄戦に関連する捕虜収容所     | 沖縄戦に関連する捕虜収容所 |
| -------------------------- | ------------------------------ | -------------------------- |
| 本部                       | 屋嘉捕虜収容所                 | 金武町屋嘉                 |
| 1                          | 牧港捕虜収容所                 | 浦添市                     |
| 2                          | 楚辺捕虜収容所※                | 読谷村高志保               |
| 3                          | 奥武山捕虜収容所               | 那覇市                     |
| 4                          | 小禄捕虜収容所                 | 那覇市                     |
| 6                          | 普天間捕虜収容所               | 宜野湾市                   |
| 7                          | 嘉手納捕虜収容所               | 北谷町                     |
|                            | ホノウリウリ収容所             | ハワイ州オワフ島           |
|                            | サンド・アイランド収容所       | ハワイ州ホノルル           |
|                            | エンジェル島収容所とトレイシー | サンフランシスコ           |

※ 楚辺捕虜収容所は、実際には読谷村楚辺ではなく、高志保のボーロー飛行場内にあった。
米軍は日本軍捕虜に那覇軍港などでの米軍物資や食料品等の荷役作業の労働力として使役していたため、引き上げのため収容所が小規模化すると、屋嘉収容所を閉鎖し、小禄捕虜収容所、奥武山捕虜収容所、嘉手納捕虜収容所などの収容所に捕虜を移送した。1947年2月に全捕虜の復員が完了すると、米国民政府は沖縄県民約2千人からなる「那覇港湾作業隊」を組織し、1947年5月1日、「みなと村」という特殊行政区を設置した。

## 沖縄の民間人収容所

### 北谷と読谷の収容所
1945年4月1日、米軍が上陸し日本軍の北飛行場（読谷村）と中飛行場（北谷村）を占領した日から住民の収容が開始された。北谷では、米軍はいったん住民を北谷町砂辺と桑江に集めた。しかし4月7日までには閉鎖され、砂辺収容所の収容者は徒歩で中城村の島袋収容所に、また北谷収容所の収容者は宜野湾村の野嵩収容所に移動させられた。北谷村の住民はその後、島袋から宜野座村の福山へ、と転々と移動を強いられ、戦後も北谷村全域が基地として接収されたため、多くの人々が帰村することができなかった。
| 米軍上陸時の収容所開設 | 米軍上陸時の収容所開設 | 米軍上陸時の収容所開設               | 関連基地                          |
| ---------------------- | ---------------------- | ------------------------------------ | --------------------------------- |
| 砂辺収容所             | 北谷町砂辺             | 4月4日までに中城村の島袋収容所へ移動 | 嘉手納飛行所                      |
| 北谷収容所             | 北谷町桑江             | 4月8日に宜野湾村の野嵩収容所へ移動   | キャンプ桑江 キャンプ瑞慶覧       |
| 楚辺収容所             | 読谷村                 | 都屋、楚辺、喜名に一時的に収容       | 読谷補助飛行場 トリイステーション |

### 島袋収容所と野嵩収容所
米軍は4月2日には中城村島袋を突破、島袋が収容所と指定された。翌3日には地元住民200名と砂辺収容所から徒歩で連行された二・三千人の住民と、破壊されていない島袋の民家に共生する状態となった。米軍の戦闘日誌によると、 島袋収容所の開設は4月4日で、既に4月13日には収容者数は10,785人となり、7月12日の閉鎖まで約3か月間運営された。女性に対する性暴力などもあり、CP の護衛が増員された。その後、6月末頃から金武町の宜野座収容所（福山）への移送が始まった。
また野嵩収容所も4月4日に開設され、一時は1万⼈は優に超える住⺠が収容されたが、次々と北部の収容所に送られ、その後は南部から北部の収容所に移送する際の中継地として使用された。

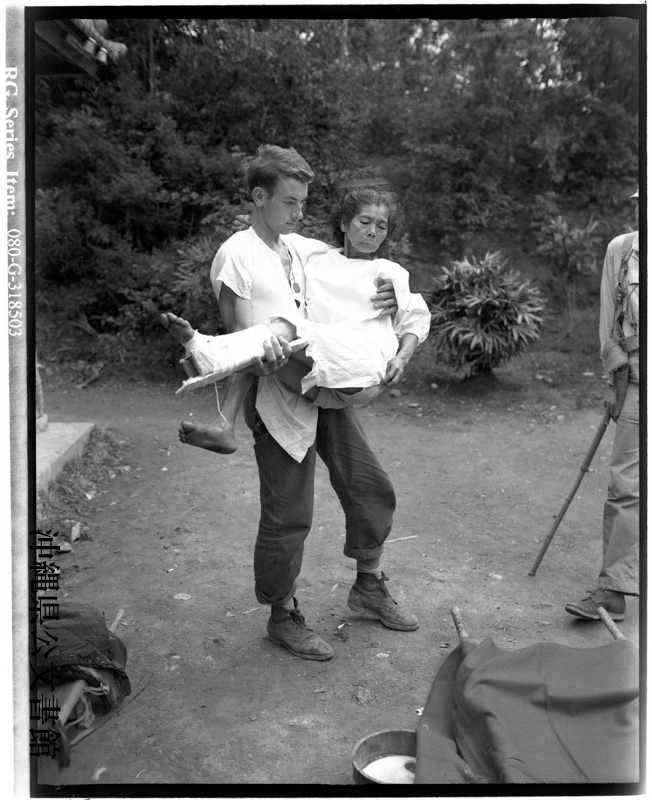
衛生兵が老婦人の折れた足を治療する。田井等収容所にて。

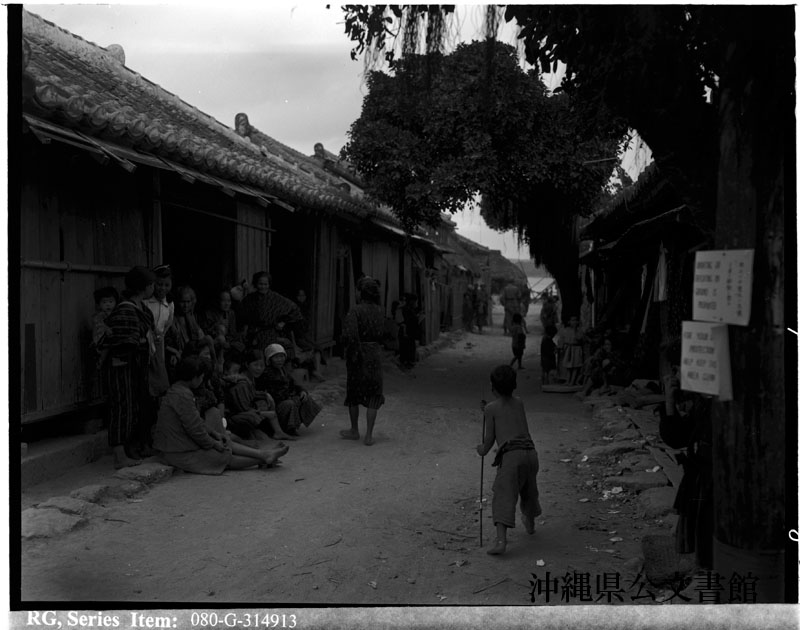
米海軍撮影による4月10日の島袋収容所

| 米軍上陸時の収容所開設 | 米軍上陸時の収容所開設 | 米軍上陸時の収容所開設                                |
| ---------------------- | ---------------------- | ----------------------------------------------------- |
| 島袋収容所             | 中城村島袋             | 4月4日から7月12日まで。その後、福山収容所などに移送。 |
| 野嵩収容所             | 宜野湾村野嵩           | 4月4日に開設。収容者移転の中継地的に使用される。      |

### 沖縄の12の民間人収容区域

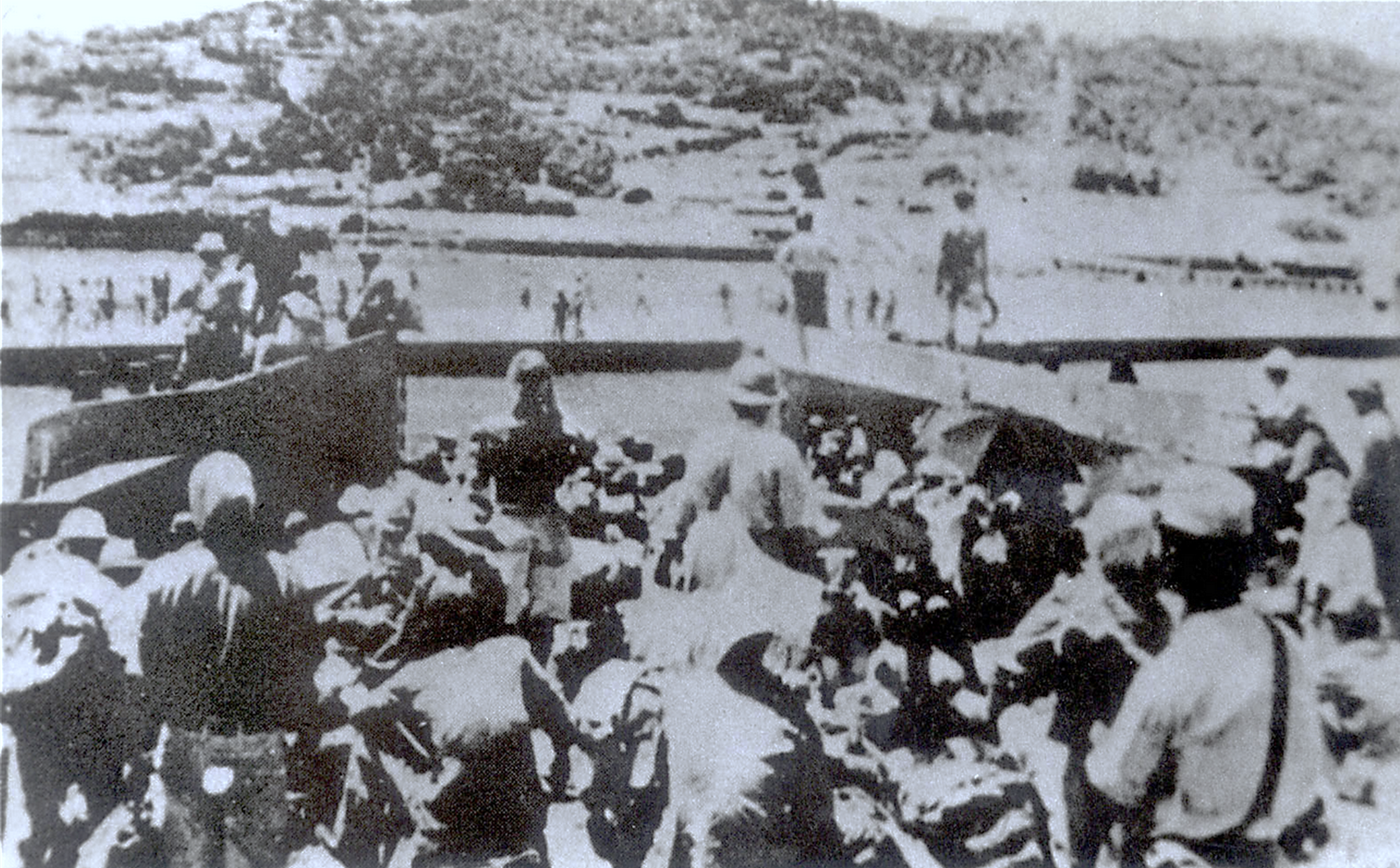
米軍はキャンプ久場崎とその久場崎桟橋を引上げ港に指定した。

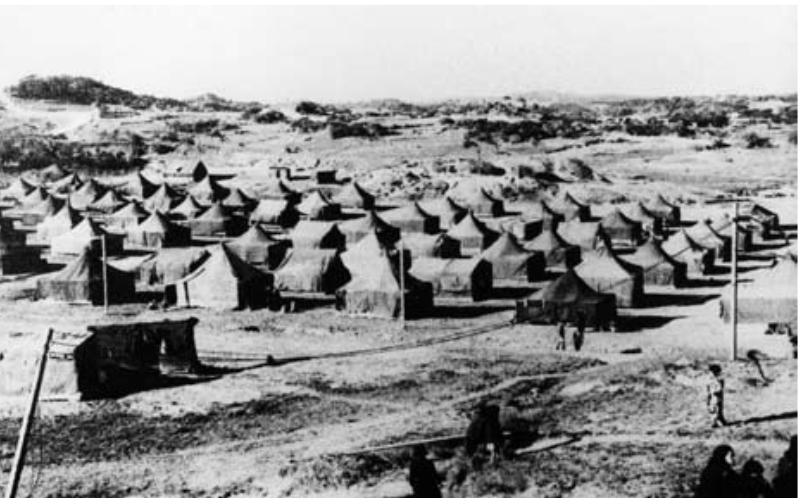
インヌミ収容所（キャステロ海外引揚民収容所）1946年、美里村高原周辺。

|    | 沖縄の12の民間人収容所     | 沖縄の12の民間人収容所                                                       | 併設           |
| -- | -------------------------- | ---------------------------------------------------------------------------- | -------------- |
| 1  | 辺土名収容所               | 上島・兼久・桃原・比地・大兼久・大宜見・喜如嘉・謝名白・田嘉里・根路銘・饒波 | (孤児院)       |
| 2  | 田井等収容所               | 親川・川上・田井等・仲尾次・真喜屋・呉我・古我知・伊差川・山田・我部祖河     | 田井等孤児院   |
| 3  | 瀬高収容所                 | 二見・大川・大浦・瀬嵩・汀間・三原・安部・嘉陽                               | 瀬高孤児院     |
| 4  | 大浦崎収容所               | 久志・辺野古・大浦崎・豊原                                                   | 久志孤児院     |
| 5  | 古知屋収容所               | 古知屋・高松                                                                 | 古知屋市孤児院 |
| 6  | 宜野座収容所（福山収容所） | 宜野座・福山・大久保・惣慶                                                   | 福山孤児院     |
| 7  | 漢那収容所                 | 中川・漢那・城原                                                             | 宜野座孤児院   |
| 8  | 石川収容所                 | 石川・伊波・山城                                                             | 石川孤児院     |
| 9  | 平安座収容所               | 浜比嘉・伊計・平安座・宮城                                                   |                |
| 10 | 前原収容所                 | 古謝・川田・具志川・幸崎・塩谷・高江洲・前原・南風原・桃原・豊原             | 前原孤児院     |
| 11 | コザ収容所                 | 嘉間良・越来・室川・安慶田                                                   | コザ孤児院     |
| 12 | 知念収容所（百名収容所）   | 百名・仲村渠・下茂田・志喜屋・山里・具志堅・知念・久手堅・屋比久・伊原・新里 | 百名孤児院     |
|    | 沖縄島以外の収容所         |                                                                              |                |
|    | 粟国島収容所               |                                                                              |                |
|    | 伊平屋島収容所             |                                                                              |                |
|    | 慶良間諸島収容所           |                                                                              |                |
|    | 慶良間諸島収容所           |                                                                              |                |
|    | 久米島収容所               |                                                                              |                |

## 沖縄の引揚者収容所
沖縄戦終結後も、本土や海外にいた多くの沖縄の移民、疎開者、元兵士は、米軍によって封鎖された沖縄に帰還することができない状態が続く。1945年10月以降から若干の引揚げが許可され、米軍は米軍基地久場崎桟橋を引揚げ港に指定しそこで引揚者を管理した。久場崎収容所に検疫所が設置され、そこから内陸部に入った当時の美里村字高原（今の沖縄市高原）にあった米海軍部隊駐屯跡に一旦収容した。これがキャステロ海外引揚民収容所で、ひろくインヌミ収容所やインヌミ屋取（ヤードゥイ）という名で知られるようになった。
| 沖縄の引揚げ港と引揚者収容所                |                  |
| ------------------------------------------- | ---------------- |
| 久場崎収容所 (久場崎学校地区)               | 中城村久場崎海岸 |
| インヌミ収容所 (キャステロ海外引揚民収容所) | 沖縄市高原       |

## 参考項目
- 沖縄の学徒隊
- 沖縄の米軍基地